# Maksymce
Maksymce ({{ukr.]|Максимці}}) – wieś na Ukrainie, w rejonie jaworowskim (d0 2020 roku w rejonie mościskim) obwodu lwowskiego.

## Historia
Dawniej część wsi Sokola w powiecie mościskim.